# Comenius College (Hilversum)
Het Comenius College is een middelbare school in Hilversum met een vmbo-t-, havo- en vwo-afdeling (gymnasium en atheneum). De school telt ongeveer 130 docenten en 1500 leerlingen.

## Geschiedenis
De school bestaat sinds 1921. Het Comenius College is de voortzetting van het vroegere Christelijk Lyceum in het Gooi. Vele jaren was dit lyceum gehuisvest aan de Lage Naarderweg in Hilversum.
In 1968 werd de school uitgebreid met een havo-opleiding en een jaar later verhuisde de school naar de Bisonlaan 1. In 1986 fuseerden het Comenius College en de Keuchenius-mavo. Het Comenius College omvat sindsdien vier afdelingen: gymnasium, atheneum, havo en mavo. Op 1 augustus 1995 fuseerde de school met De Savornin Lohman en Hilfertsheem-Beatrix en werd de hoofdvestiging van PCVO-Hilversum. Per 1 augustus 2000 is de scholengroep uitgebreid met De Stimulans en De Wissel (vmbo). De naam is gewijzigd in CVO 't Gooi.
In 2013 kreeg de school het predicaat excellente school voor de vmbo-afdeling. En in 2015 kregen zij het excellente school predicaat nogmaals voor alle afdelingen.

## Bekende oud-leerlingen
- Dick Drayer
- Arjan Ederveen
- Jan Joost van Gangelen
- Maarten Haverkamp
- Robin van Kampen
- H.G. Leih
- Peter Pannekoek
- Jeroen Pauw
- Ruurd Reitsma
- André Rouvoet
- Emanuel Rutten
- Annefleur Schipper
- Jill Schirnhofer
- Yolanthe Cabau
- Hens van der Spoel
- Joop den Uyl
- Buddy Vedder
- Rivkah op het Veld
- Coosje Wijzenbeek
- Merijn Scheperkamp